# Caesalpinia rubicunda
Caesalpinia rubicunda là một loài thực vật có hoa trong họ Đậu. Loài này được (Vogel) Benth. miêu tả khoa học đầu tiên.